# Jean-Marc Brunet
Pour les articles homonymes, voir Brunet.
Jean-Marc Brunet (né en 1940 à Montréal) est un homme d'affaires, essayiste, communicateur et naturopathe québécois.

## Biographie
Il est le fils de René Brunet, typographe au journal La Presse. Il étudie à l'Institut des arts graphiques. Dans les années 1950, il est boxeur amateur. Au cours des années 1958-1959, il sert dans l'aviation royale du Canada. En 1960, Raymond Barbeau l'incite à étudier la naturopathie. En 1961, il entreprend des études en naturopathie et prend des cours d'art dramatique. En 1962, employé de la station radiophonique CKLM, il devient un propagandiste du « naturisme social ». Il devient « docteur en naturopathie ». En 1966, il termine des études en sociologie et obtient un diplôme de formation sociale de l'Université de Sherbrooke. Il a été à la tête de l’Association naturopathique de physiothérapie de la province de Québec (ANPPQ).
En 1970, il entreprend des études en diététique et nutrition. Son Mouvement naturiste social gagne en notoriété.
Dans les années 1970, il crée la chaîne de magasins Le naturiste et la compagnie Jean-Marc Brunet Le naturiste et fonde l’Ordre naturiste social de saint Marc l’évangéliste.
Grâce à la collaboration de l'éditeur Jacques Hébert, patron des Éditions du Jour, il publie de nombreux ouvrages relatifs au naturisme social. Dans ses essais, il a exploré le thème de médecine non conventionnelle.
Il préside le Mouvement naturiste social et dirige une clinique intégrant les médecines naturelles à Montréal. Il mène des campagnes contre l'avortement, contre la fluoration de l'eau potable et pour la reconnaissance de la naturopathie. Il se lie avec Pierre Péladeau, le propriétaire du Journal de Montréal, et, de 1978 à 2007, il publie dans ce quotidien plusieurs milliers de chroniques.
Il vend ses magasins en 2005.
Le fonds d'archives de Jean-Marc Brunet est conservé au centre d'archives de Montréal de Bibliothèque et Archives nationales du Québec.

## Livres
- La réforme naturiste, Éditions du Jour, Montréal, 1969, 139 pp.
- Le guide de l'alimentation naturelle
- L’alimentation naturelle, Éditions du Jour, Montréal, 1970, 132 pp.
- Les vitamines naturelles, Éditions du Jour, Montréal, 1970, 132 pp.
- Le cœur et l'alimentation, Éditions du Jour, Montréal, 1971, Il8 pp.
- La santé par le soleil, Éditions du Jour, Montréal, 1972, 123 pp.
- La chaleur peut vous guérir, Éditions du Jour, Montréal, 1972, 139 pp.
- Les plantes qui guérissent, Éditions du Jour, Montréal, 1972, 128 pp
- Dossier Fluor[7]
- Le guide la femme naturiste
- La nutrition de l'athlète et du sportif
- La vitamine ''E'' et votre santé
- L'alcool et la nutrition
- Le bruit et la santé
- Information santé
- Les dangers de l'énergie nucléaire
- Alimentation du sportif
- Les ultra-violets et votre santé
- Vivez en santé. Vivez heureux, Quebecor, 1978,  (ISBN 0-88617-005-2)
- La santé par les jus, Éditions ''Le Naturiste'', 1984
- Guérir votre foie, Éditions de Mortagne, 1986
- Mon guide de santé naturelle, Le Naturiste JMB, 1991,  (ISBN 2-921443-01-5)
- Le prophète solitaire : Raymond Barbeau et son époque, Éditions de l'Ordre naturiste social de Saint-Marc l'Évangéliste, Montréal, 2000, 582 pages,  (ISBN 2-9806551-0-4)
- Le patriote : Marcel Chaput et son époque, en collaboration avec Jean Côté, Éditions de l'Ordre naturiste social de Saint-Marc l'Évangéliste, Montréal, 2006, 606 pages,  (ISBN 978-2-9806551-1-1)